# Spinhyporhagus cuneispinatus
Spinhyporhagus cuneispinatus är en skalbaggsart som beskrevs av Freude 2000. Spinhyporhagus cuneispinatus ingår i släktet Spinhyporhagus och familjen barkbaggar. Inga underarter finns listade i Catalogue of Life.